# Поздивчени
Поздивчени (на гръцки: Χαλαριώτες, Халариотес) са жителите на село Поздивища (Халара), Гърция. Това е списък на най-известните от тях.

## Родени в Поздивища
А – Б – В – Г – Д –
Е – Ж – З – И – Й —
К – Л – М – Н – О —
П – Р – С – Т – У —
Ф – Х – Ц – Ч – Ш —
Щ – Ю – Я

### А
- Антон Иванов (1885 – ?), български революционер от ВМОРО, четник на Пандо Сидов[1]
- Атанас Георгиев (1888 – ?), македоно-одрински опълченец, Костурска съединена чета, носител на бронзов медал[2]
- Атанас Илиев (Αθανάσιος Ηλία), гръцки андартски деец, сътрудничи на капитаните Павел Киров и Симо Стоянов[3]
- Атанас Трайков, български революционер от ВМОРО, четник на Христо Цветков[4]

### Г
- Георги Василев, деец на ВМОРО, преминал на гръцка страна[5]
- Георги Гачев (Γεώργιος Γκιάτσης), гръцки андартски деец, агент от III ред, вероятно убит от Васил Чекаларов[3]
- Георги Демов, български революционер, деец на ВМОРО[6]
- Георги Стойчев (1862 – ?), деец на ВМОРО
- Герго Количев (Георгиос Колицис), гръцки андартски деец
- Димитра Карчицка (р. 1939), математичка от Северна Македония

### Д
- Димитър Георгиев, македоно-одрински опълченец, жител на Варна, 3 рота на 12 лозенградска дружина, 1 рота на 8 костурска дружина[7]
- Димо Коло, хайдушки войвода (арамбаша), действал през 1682 година в Битолско, начело на чета от 28 души[8]

### И
- Иван Димитров (Ιωάννης Δημητρίου), гръцки андартски деец, четник[3]
- поп Илия Попдимитров (Παπα-Ηλίας Παπαδημητρίου), гръцки андартски деец, агент от I ред[3]

### Й
- Йован (Γιοβάν), гръцки андартски деец[3]

### К
- К. Калчев, деец на ВМОРО, преминал на гръцка страна[5]
- Кръсто Цветков, македоно-одрински опълченец, жител на Малко Търново, 1 рота на 8 костурска дружина[9]
- Кръсто Шкодров (1944 – 2005), македоно-австралийски общественик
- Кръстьо Несторов (1894 – ?), македоно-одрински опълченец, 1 рота на 10 прилепска дружина[10]
- Кръстю Иванов Костов (1897 – 1944), български полицай-разузнавач в София, жертва на комунистическия режим[11]

### Л
- Лазар Василев, македоно-одрински опълченец, 1 и 2 рота на 6 охридска дружина[12]
- Ламби Атанасов Георгиев (1919 – 1944), български комунистически деец, член на ОК на РМС в Стара Загора[13]
- Ламбри (Λάμπρος), гръцки андартски деец[3]
- Ламбро Накев, емигрантски деец[14]

### Н
- Наум Накев, български революционер и емигрантски деец

### П
- Панайот Георгиев (1915 – 1954), български политик, кмет на Стара Загора
- Пандо Василев (1875 – ?), македоно-одрински опълченец, 1 рота на 6 охридска дружина, носител на бронзов медал[15]

### Р
- Ристо Шанев (р. 1944), поет от Северна Македония

### С
- Стоян Георгиев (1894 – ?), македоно-одрински опълченец, 1 рота на 10 прилепска дружина[16]

### Т
- Тома Георгиев, български революционер от ВМОРО
- Трайко Стрезов, македоно-одрински опълченец, 3 рота на 12 лозенградска дружина, Сборна партизанска рота на МОО[17]
- Трайко Хаджихристов (Христов, 1865 – ?), македоно-одрински опълченец, Нестроева рота на 10 прилепска дружина[18]

### Х
- Христо Атанасов, македоно-одрински опълченец, 1 рота на 8 костурска дружина, Сборна партизанска рота на МОО, носител на орден „За храброст“ IV степен[19]
- Христо Илиев (1892 – ?), македоно-одрински опълченец, 1 рота на 10 прилепска дружина[20]

### Я
- Яне Димитров, български революционер от ВМОРО, четник на Лука Джеров[21]